# الدوري اللبناني الممتاز
الدوري اللبناني الممتاز هو أعلى دوري كرة قدم للأندية في لبنان، ويديره الإتحاد اللبناني لكرة القدم. يتنافس في الدوري 12 فريقًا على مرحلتين ويعتمد نظام الصعود والهبوط.
إنطلقت النسخة الأولى من البطولة في أيّار 1934، وتوّج بها نادي النهضة. يعتبر الأنصار النادي الأكثر نجاحًا في لبنان، حيث توّج باللقب 14 مرة، منها 11 مرة متتالية بين 1988 و1999، دخل فيها موسوعة غينيس للأرقام القياسية، قبل أن يتم كسر الرقم لاحقًا. يبدأ الدوري عادًة في أيلول وينتهي في آذار، وتلعب معظم المباريات أيّام الجمعة، السبت والأحد.

## التاريخ
في 22 آذار 1933، إجتمع 13 نادي كرة قدم في ميناء الحصن قضاء بيروت لتكوين الإتحاد اللبناني لكرة القدم، وكان حسين سجعان أول رئيس له. إنطلقت النسخة الأولى من الدوري اللبناني في أيّار 1934، تحت اسم «كأس ادموند ربيز»، تكريمًا للاعب النهضة الذي توفي بحمى التيفوئيد السنة السابقة، ولعبت بنظام خروج المغلوب. حقق اللقب نادي النهضة بعد ما هزم السكة 7-1 في النهائي.
أنشئت معظم الأندية على أسس طائفية، حيث كان الحكمة نادي المسيحيين والأنصار نادي السنة. في العقد الأول من الدوري، تشارك الألقاب النهضة والسكة وفريق الجامعة الأمريكية في بيروت. سيطرت الفرق الأرمينية خلال الأربعينيات والسيتينيات، عبر فريقي الهومنتمن والهومنمن الذين حققا ما مجموعه 11 لقب في 16 موسم بين 1943 و1969 تحديدًا.
عاد الدوري بعد توقّفه 12 سنة نتيجة الحرب الأهلية، وكانت عودته بداية هيمنة الأنصار، حيث حقق النادي 11 لقبًا على التوالي بين 1998 و1999، ودخل موسوعة غينيس للأرقام القياسية لأكبر عدد من الدوريات المتتالية، قبل أن يتم كسره عن طريق نادي سكونتو اللاتيفي. بعد إلغاء نتائج موسم 2000–01 بسبب فضيحة التلاعب بالمباريات، تفوّق النجمة، وحقق 5 ألقاب خلال 9 سنوات، وأصبح المنافس الأبرز للأنصار حيث تعتبر مواجهات الفريقين أهم المباريات في لبنان. موسم 2007–08، ظهر العهد على الساحة اللبنانية، وحقق الدوري 6 مرات بين 2009 و2010، بعد تتويجه بلقب الدوري 2018–19 يملك العهد ثاني أطول سلسلة لبطولات الدوري المتتالية، بعد الأنصار، بواقع 3 بطولات، وهي مستمرة. يعتبر موسم 2018–19 أحد أسوأ مواسم كرة القدم في لبنان، بسبب التلاعب بالمباريات وسوء تحضير الأندية والتوترات المستمرة بينها وبين الاتحاد. نتيجة الأزمة الإقتصادية والأوضاع الأمنية والسياسية في لبنان ووباء كوفيد-19، أعلن الاتحاد إلغاء موسم 2019–20، ومنع مشاركة اللاعبين الأجانب موسم 2020–21.

## نظام البطولة

### البطولة، الفرق المشاركة والبطل والهبوط
يشارك في الدوري 12 فريق. بدئًا من موسم 2020–21، تلعب البطولة على مرحلتين. في المرحلة الأولى، تلعب الفرق المشاركة ضد بعضها مرة واحدة. في المرحلة الثانية، تتأهل أول 6 فرق إلى المجموعة الأولى، وآخر 6 فرق إلى المجموعة الثانية. تلعب فرق المجموعات ضد بعضها مرة واحدة، ويتوّج متصدر المجموعة الأولى باللقب في حين يهبط آخر فريقين في المجموعة الثانية إلى الدرجة الثانية. يتأهل البطل إلى تصفيات دوري أبطال آسيا.
وتأهل عن أخر مواسم الدوري اللبناني 2020 - 2021 فريق الأنصار إلى تصفيات دوري أبطال آسيا، بينما صعد فريق النجمة إلى كأس الاتحاد الآسيوي، وهبط كل من شباب الغازية وسلام زغرتا.

### قواعد الترتيب
يتم ترتيب الأندية وفقًا للنقاط. في حالة تعادل فريقين بالنقاط، تطبق القواعد التالية لكسر التعادل:
1. نقاط المواجهات المباشرة
2. فارق الأهداف
3. الأهداف المسجلة
4. مباراة فاصلة

في حالة تعادل أكثر من فريقين:
1. نقاط المواجهات المباشرة
2. فارق أهداف المباريات المباشرة
3. فارق الأهداف
4. الأهداف المسجلة
5. دوري مصغّر بين الفرق المعنيّة، تلعب ضد بعضها مرة.

## الأندية

### سجل الأبطال

#### حسب الموسم
| رقم | موسم    | البطل                      |
| --- | ------- | -------------------------- |
| 1   | 1933–34 | النهضة                     |
| 2   | 1934–35 | الجامعة الأميركية في بيروت |
| 3   | 1935–36 | السكة                      |
| 4   | 1936–37 | الجامعة الأميركية في بيروت |
| 5   | 1937–38 | الجامعة الأميركية في بيروت |
| 6   | 1938–39 | السكة                      |
|     | 1939–40 | لم يقام                    |
| 7   | 1940–41 | السكة                      |
| 8   | 1941–42 | النهضة                     |
| 9   | 1942–43 | النهضة                     |
| 10  | 1943–44 | الهومنتمن                  |
| 11  | 1944–45 | الهومنمن                   |
| 12  | 1945–46 | الهومنتمن                  |
| 13  | 1946–47 | النهضة                     |
| 14  | 1947–48 | الهومنتمن                  |
| 15  | 1948–49 | النهضة                     |
|     | 1949–50 | لم يقام                    |
| 16  | 1950–51 | الهومنتمن                  |

| رقم | موسم           | البطل           |
| --- | -------------- | --------------- |
|     | بين 1951 و1953 | لم يقام         |
| 17  | 1953–54        | الهومنمن        |
| 18  | 1954–55        | الهومنتمن       |
| 19  | 1955–56        | الراسينغ        |
| 20  | 1956–57        | الهومنمن        |
|     | بين 1957 و1960 | لم يقام         |
| 21  | 1960–61        | الهومنمن        |
|     | 1961–62        | لم يقام         |
| 22  | 1962–63        | الهومنتمن       |
|     | 1963–64        | لم يقام         |
| 23  | 1964–65        | الراسينغ        |
|     | 1965–66        | لم يقام         |
| 24  | 1966–67        | الشبيبة المزرعة |
|     | 1967–68        | لم يقام         |
| 25  | 1968–69        | الهومنتمن       |
| 26  | 1969–70        | الراسينغ        |
|     | بين 1970 و1972 | لم يقام         |
| 27  | 1972–73        | النجمة          |

| رقم | موسم           | البطل   |
| --- | -------------- | ------- |
|     | 1973–74        | لم يقام |
| 28  | 1974–75        | النجمة  |
|     | بين 1975 و1987 | لم يقام |
| 29  | 1987–88        | الأنصار |
|     | 1988–89        | ملغي    |
| 30  | 1989–90        | الأنصار |
| 31  | 1990–91        | الأنصار |
| 32  | 1991–92        | الأنصار |
| 33  | 1992–93        | الأنصار |
| 34  | 1993–94        | الأنصار |
| 35  | 1994–95        | الأنصار |
| 36  | 1995–96        | الأنصار |
| 37  | 1996–97        | الأنصار |
| 38  | 1997–98        | الأنصار |
| 39  | 1998–99        | الأنصار |
| 40  | 1999–2000      | النجمة  |
|     | 2000–01        | ملغي    |
| 41  | 2001–02        | النجمة  |

| رقم | موسم    | بطل     |
| --- | ------- | ------- |
| 42  | 2002–03 | طرابلس  |
| 43  | 2003–04 | النجمة  |
| 44  | 2004–05 | النجمة  |
| 45  | 2005–06 | الأنصار |
| 46  | 2006–07 | الأنصار |
| 47  | 2007–08 | العهد   |
| 48  | 2008–09 | النجمة  |
| 49  | 2009–10 | العهد   |
| 50  | 2010–11 | العهد   |
| 51  | 2011–12 | الصفاء  |
| 52  | 2012–13 | الصفاء  |
| 53  | 2013–14 | النجمة  |
| 54  | 2014–15 | العهد   |
| 55  | 2015–16 | الصفاء  |
| 56  | 2016–17 | العهد   |
| 57  | 2017–18 | العهد   |
| 58  | 2018–19 | العهد   |
|     | 2019–20 | ملغي    |
| 59  | 2020–21 | الأنصار |
| 60  | 2021–22 | العهد   |
| 61  | 2022–23 | العهد   |
| 62  | 2023–24 | النجمة  |

#### حسب النادي
| النادي                     | عدد الألقاب | مواسم التتتويج |
| -------------------------- | ----------- | --- |
| الأنصار                    | 14          | 1987–88، 1989–90، 1990–91، 1991–92، 1992–93، 1993–94، 1994–95،1995–96، 1996–97، 1997–98، 1998–99، 2005–06، 2006–07، 2020–21 |
| العهد                      | 9           | 2007–08، 2009–10، 2010–11، 2014–15، 2016–17، 2017–18، 2018–19، 2021–22، 2022–23                                             |
| النجمة                     | 9           | 1972–73، 1974–75، 1999–00، 2001–02، 2003–04، 2004–05، 2008–09، 2013–14، 2023–24                                             |
| الهومنتمن                  | 7           | 1943–44، 1945–46، 1947–48، 1950–51، 1954–55، 1962–63، 1968–69                                                               |
| النهضة                     | 5           | 1933–34، 1941–42، 1942–43، 1946–47، 1948–49                                                                                 |
| الهومنمن                   | 4           | 1944–45، 1953–54، 1956–57، 1960–61                                                                                          |
| الجامعة الأميركية في بيروت | 3           | 1934–35، 1936–37، 1937–38                                                                                                   |
| السكة                      | 3           | 1935–36، 1938–39، 1940–41                                                                                                   |
| الراسينغ                   | 3           | 1955–56، 1964–65، 1969–70                                                                                                   |
| الصفاء                     | 3           | 2011–12، 2012–13، 2015–16                                                                                                   |
| الشبيبة المزرعة            | 1           | 1966–67 |
| طرابلس                     | 1           | 2002–03 |

### موسم 2020–21

#### الأندية
الفرق المشاركة هي نفس فرق موسم 2019–20، نتيجة إلغاء الدوري وعدم هبوط أو صعود أي فريق.
| النادي              | المدينة                | موسم 2018–19                             | عدد الألقاب | آخر لقب |
| ------------------- | ---------------------- | ---------------------------------------- | ----------- | ------- |
| العهد               | بيروت (الأوزاعي)       | الأول في الدوري اللبناني الممتاز         | 7           | 2018–19 |
| الإخاء الأهلي عاليه | عاليه                  | الرابع في الدوري اللبناني الممتاز        | 0           | —       |
| الأنصار             | بيروت (الطريق الجديدة) | الثاني في الدوري اللبناني الممتاز        | 13          | 2006–07 |
| البرج               | بيروت (برج البراجنة)   | الأول في الدوري اللبناني الدرجة الثانية  | 0           | —       |
| شباب الغازية        | الغازية                | السادس في الدوري اللبناني الممتاز        | 0           | —       |
| النجمة              | بيروت (رأس بيروت)      | الثالث في الدوري اللبناني الممتاز        | 8           | 2013–14 |
| الصفاء              | بيروت (وطى المصيطبة)   | التاسع في الدوري اللبناني الممتاز        | 3           | 2015–16 |
| السلام زغرتا        | زغرتا                  | العاشر في الدوري اللبناني الممتاز        | 0           | —       |
| شباب البرج          | بيروت (برج البراجنة)   | الثاني في الدوري اللبناني الدرجة الثانية | 0           | —       |
| شباب الساحل         | بيروت (حارة حريك)      | الخامس في الدوري اللبناني الممتاز        | 0           | —       |
| التضامن صور         | صور                    | السابع في الدوري اللبناني الممتاز        | 0           | —       |
| طرابلس              | طرابلس                 | الثامن في الدوري اللبناني الممتاز        | 1           | 2002–03 |

#### الخريطة
| Beirut عاليه الغازيه زغرتا صور طرابلس فرق بيروت: · العهد · الأنصار · البرج · النجمة · الصفاء · شباب البرج · شباب الساحل مواقع أندية الدوري اللبناني الممتاز 2020–21 |

## التغطية الإعلامية
حصلت قناة أم تي في على حقوق نقل الدوري اللبناني الممتاز منذ موسم 2016–17، بعقد لمدّة خمس سنوات تبلغ قيمته 600 ألف دولار للموسم الواحد. تقوم القناة بنقل بعض المباريات مباشرة وتنتج ملخصًا أسبوعيًا لها. بعد إلغاء موسم 2019–20، سيمتد العقد لموسم إضافي، حتى نهاية موسم 2021–22.

## الملاعب
مع انطلاق موسم 2005–06، حظرت الحكومة اللبنانية الحضور الجماهيري خوفًا من العنف الناتج عن أسباب سياسية وطائفية. بعد 6 سنوات، وتحديدًا في 2011، رُفع الحظر، وعادت الجماهير تدريجيًا للملاعب. رغم قلة الأعداد في البداية، إلّا أن الحضور يزيد موسمًا بعد موسمًا. في 2018، بدأت تتشكّل مجموعات ألتراس للأندية، أبرزها «ألتراس سوبرنوفا» الذي ينتمي للنجمة. لاحقًا، ظهر ألتراس للأنصار، العهد والبرج و طرابلس الشمالي.
قبل بداية أي موسم، يختار النادي ملعبين رئيسييّن ليخوض مبارياته عليهما. في حالة كان الملعبين غير متوفّرين في جولة ما، تُلعب المباراة على ملعب مختلف. تملك بعض الأندية ملعبًا خاصًا بها، كالنجمة الذي يملك استاد رفيق الحريري، لكنها تفضّل اللعب في ملاعب كبيرة مثل ملعب كميل شمعون وملعب بيروت البلدي.

## اللاعبون

### اللاعبون الأجانب ولوائح الإنتقالات
يحق للأندية اللبنانية عادًة أن تتعاقد مع 3 لاعبين أجانب، بالإضافة إلى لاعب إضافي من فلسطينيو لبنان. يسمح للأندية التي تشارك في البطولات القاريّة أن تتعاقد مع لاعب أجنبي رابع، ليلعب في المباريات القاريّة حصرًا، فقواعد الاتحاد الآسيوي تسمح بأن يلعب 4 لاعبين أجانب في التشكيلة الأساسيّة حيث يجب أن يكون أحدهم من دولة آسيويّة. في سبيل تطوير اللاعبين المحليين وزيادة خبرتهم، يمنع على الأندية أن تلعب بحارس أجنبي منذ موسم 1998–99.
تجري الأندية الإنتقالات في فترة سوق الإنتقالات التي يحددها الاتحاد اللبناني. ينقسم إنتقالات الدوري اللبناني إلى الفترة الصيفية، وهي بين 1 تمّوز و15 أيلول، والفترة الشتويّة، بين 20 كانون الأول و19 كانون الثاني. خلال موسم 2020–21، ونتيجة الأزمة الإقتصادية في لبنان، مُنعت مشاركة اللاعبين الأجانب في الدوري.

### اللاعبون المحليون
بدئًا من موسم 2019–20، أعلن الاتحاد أن جميع أندية الدوري اللبناني الممتاز والدرجة الثانية عليها أن تشرك عدد معيّن من اللاعبين اللبنانيين تحت 22 سنة في الدوري وكأس لبنان، بمعدّل 1000 دقيقة للاعب واحد، 1500 دقيقة للاعبين و2000 دقيقة لثلاث لاعبين.
بعد إلغاء موسم 2019–20، تنفّذ هذه القوانين في موسم 2020–21 مع القليل من التغييرات. كل نادي عليه أن يشرك لاعب تحت 22 سنة بمعدّل 600 دقيقة، 800 دقيقة للاعبين اثنين و1200 دقيقة لثلاث لاعبين. بالإضافة إلى ذلك، الحد الأقصى للاعبين فوق 30 سنة هو ثمانية لاعبين، يشارك خمس لاعبين فقط منهم في المباراة الواحدة.

### الهدافون

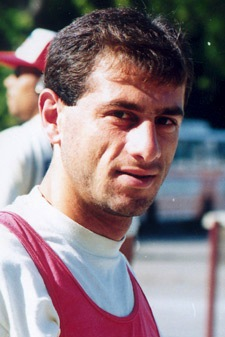
وارطان غازاريان، هداف الدوري اللبناني بالتساوي مع فادي علوش.

تمنح جائزة الحذاء الذهبي من مهرجان المنار مع نهاية كل موسم. أكثر من حقق جائزة الهداف هم ليون التونيان، محمد قصاص، محمد غدار، لوكاس غالان، الحاج مالك، وفادي علوش بواقع مرتين لكلّ منهما. وارطان غازاريان هو الهداف التاريخي للدوري اللبناني، مسجلًا 130 هدف في مسيرته. لكن بعد إلغاء نتائج موسم 2001–02، شطب 12 هدف من سجله، وعليه يتساوى مع فادي علوش، حيث سجل كلاهما 118 هدف. كما يعتبر فادي علوش هو أكثر من سجل أهداف في موسم واحد، مسجلًا 32 هدف موسم 1990–91.

## الكرة الرسمية
في 30 تموز 2019، أعلن الإتحاد اللبناني لكرة القدم عقدًا لمدّة 3 سنوات مع شركة جاكو الألمانية بقيمة 120 ألف يورو، لتصبح جاكو ماتش 2.0 كرة الدوري الرسميّة بدئًا من موسم 2019–2020.

## وصلات خارجية
الاتحاد اللبناني لكرة القدم
الدوري اللبناني الممتاز على MTV